# Alois Pompanin
Alois Pompanin (Cortina d'Ampezzo, 23 gennaio 1889 – Bressanone, 30 giugno 1966) è stato un presbitero italiano.
Dal 1933 al 1952 è stato vicario generale della diocesi di Bressanone.

## Vita
Alois nasce nell'attuale comune di Cortina d'Ampezzo quando questa faceva parte dell'Impero Austro-ungarico, ma nel 1918, in seguito alla fine della prima guerra mondiale, Ampezzo passa al Regno d'Italia.

### Carriera ecclesiastica
Dopo aver completato il liceo Vinzentinum di Bressanone e gli studi all'istituto francescano di Bolzano studia teologia e filosofia alla Pontificia Università Gregoriana. Consegue poi il dottorato all'Università di Innsbruck. Nel 1915 viene ordinato presbitero e presiede la sua prima messa in Valle Aurina. Diviene cappellano a Terento, a Cortina d'Ampezzo e a Bressanone lavorando nello stesso tempo al seminario di Bressanone. Nel 1933 viene nominato dal vescovo Johannes Baptist Geisler vicario generale della diocesi di Bressanone. È nominato prelato d'onore di Sua Santità.

### Politica anti italiana e filonazista
Pompanin fu tra i più convinti sostenitori dell'annessione dell'Alto Adige all'Austria, coltivando un'avversione per ciò che riguardava l'Italia. Fatto di rilievo fu il suo rifiuto di benedire la guerra coloniale in Etiopia come richiesto a tutte le diocesi dal governo. Quando fu lanciata la campagna "Oro alla Patria", Pompanin convinse il vescovo a vietare quella "pagliacciata fascista" in tutte le chiese della diocesi.
Il suo antitalianismo era alimentato da una granitica ideologia pangermanica, che lo portò a fiancheggiare il nazismo. Nel giugno 1940, in veste di vicario generale della Diocesi di Bressanone, di fronte alla prospettiva offerta ai sudtirolesi di optare per la cittadinanza tedesca, scelse di firmare per diventare cittadino del terzo Reich, come fece il principe vescovo Johannes Baptist Geisler, mentre la maggioranza del clero in regione aveva scelto di conservare lo status italiano.
Per il suo sostegno all'identità tirolese il 22 febbraio 1958 fu decorato dal governo tirolese austriaco con l'Ehrenzeichen des Landes Tirol.

### La Ratline
Fu tra i principali esponenti del fenomeno ribattezzato ratline, cioè la via di fuga verso il Sudamerica e altre destinazioni come la Spagna di alcuni nazisti. In particolare Pompanin aiutò Erich Priebke, uno dei partecipanti all'eccidio delle Fosse Ardeatine, e Adolf Eichmann, "l'architetto dell'Olocausto", a condizione che si facessero ribattezzare con rito cattolico. Sicuramente furono avvicinati ai sacramenti cattolici anche la moglie di Bormann, Gerda, rifugiatasi in Alto Adige nel 1945, con sette dei dieci figli.
Il Pompanin, essenzialmente, si faceva stampare falsi documenti di identità dal comune di Termeno e passaporti falsi dalla Croce Rossa Internazionale. Così Eichmann divenne nel giugno 1948 Riccardo Klement, nato a Bolzano, optante e dunque apolide e poté andare a Genova e imbarcarsi per l'Argentina. Stessa storia per Priebke, che divenne sempre nel 1948 Otto Pape, anche lui altoatesino e optante ed anche lui arrivato in Argentina.

## Onorificenze
- Prelato d'onore di Sua Santità